# 約瑟夫·費舍爾
約瑟夫·費舍爾（德語：Josef Fischer，1865年1月20日—1953年3月3日），德國公路自行车赛運動員，他曾兩度贏得五大古典賽之一的巴黎–魯貝（1896及1900年），亦是於巴黎–魯貝首屆奪冠的選手。